# الكلاسيكو (فلم)
الكلاسيكو (سورانية كردية: ئێل کلاسیکۆ) هو فيلم درامي عراقي-نرويجي صدر في عام 2015 من إخراج هلكوت مصطفى.  تم اختياره ليكون الفيلم العراقي المرشح لجائزة أفضل فيلم بلغة أجنبية في حفل توزيع جوائز الأوسكار التاسع والثمانين ولكن لم يتم ترشيحه.

## القصة
في قالب درامي رومانسي، وفي سبيل إرضاء والد حبيبته جونا الذي يعد من المشجعين المتحمسين لفريق ريـال مدريد، يتوجه الشاب الآن في رحلة مليئة بالمشاكل والمخاطر مع شقيقه شيروان قادمًا من كردستان العراق ومتوجهاً إلى إسبانيا.

## طاقم التمثيل
- وريا أحمد بدور آلان
- دانا أحمد بدور شيروان
- روزهين شريفي بدور جلال
- كرمان رؤوف بدور جونا

## الميزانية والإيرادات
حقق الفيلم أرباحاً تقدر 51,540 دولار أمريكي.

## وصلات خارجية
- مقالات تستعمل روابط فنية بلا صلة مع ويكي بيانات

الكلاسيكو على IMDb